# Řehoř
Řehoř ist ein tschechischer männlicher Vorname und Familienname.

## Herkunft und Bedeutung
Řehoř ist die tschechische Form von Gregor. Außerhalb des tschechischen Sprachraums kann der Familienname vereinzelt in der Schreibweise Rehor auftreten.

## Namensträger

### Vorname
- Řehoř Hrubý z Jelení (1460–1514), böhmischer Gelehrter
- Řehoř Krajčí († 1474), Mitbegründer der Brüder-Unität
- Řehoř Zajíc z Valdeka (um 1235–1301), Prager Bischof

### Familienname
- Antonín Řehoř (1881 – ?), tschechischer Betrüger
- Grete Rehor (1910–1987), österreichische Politikerin
- Karl Rehor (1906–1943), österreichischer Gewerkschafter
- Zdeněk Řehoř (1920–1994), tschechoslowakischer Schauspieler